# Bouchegouf
Bouchegouf (în arabă بوشقوف) este o comună din provincia Guelma, Algeria.
Populația comunei este de 25.443 de locuitori (2008).